# Jewgeni Wiktorowitsch Rybnizki
Jewgeni Wiktorowitsch Rybnizki (russisch Евгений Викторович Рыбницкий; * 8. Juli 1989 in Angarsk, Russische SFSR) ist ein russischer Eishockeyspieler, der seit Juni 2017 bei Kunlun Red Star in der Kontinentalen Hockey-Liga unter Vertrag steht und für dessen Farmteam KRS Heilongjiang respektive KRS-ORG Peking in der Wysschaja Hockey-Liga spielt.

## Karriere
Jewgeni Rybnizki begann seine Karriere als Eishockeyspieler in der Nachwuchsabteilung von Witjas Tschechow, für dessen zweite Mannschaft er von 2005 bis 2008 in der drittklassigen Perwaja Liga aktiv war. Anschließend wechselte er zu Ischstal Ischewsk, für dessen Profimannschaft er in der Saison 2008/09 sein Debüt in der Wysschaja Liga, der zweiten russischen Spielklasse, gab. Zur folgenden Spielzeit wechselte der Verteidiger innerhalb der Liga zu Disel Pensa, mit dem er in der Saison 2010/11 in deren Nachfolgewettbewerb Wysschaja Hockey-Liga spielte.
Zur Saison 2011/12 wurde Rybnizki von Neftechimik Nischnekamsk aus der Kontinentalen Hockey-Liga verpflichtet. und absolvierte bis November 2012 36 KHL-Partien für den Klub. Anschließend wurde er bei Disel Pensa und Ischstal Ischewsk eingesetzt, ehe er im Dezember 2012 von Awtomobilist Jekaterinburg verpflichtet wurde.
In den folgenden Jahren spielte er meist in der zweitklassigen Wysschaja Hockey-Liga.
In der Saison 2017/18 war er für KRS Heilongjiang, dem Farmteam von Kunlun Red Star, aktiv. 2018 zog der Klub nach Peking um und wurde in KRS-ORG Peking umbenannt.

## Statistik
(Stand: Ende der Saison 2016/17)